# 常村路街道
常村路街道，是中华人民共和国河南省三門峽市义马市下辖的一个乡镇级行政单位。

## 行政区划
常村路街道下辖以下地区：
南区社区和北区社区。